# Kōichi Oita
Kōichi Oita (種田 孝一?, Oita Kōichi; Tokyo, 9 aprile 1910 – Bunkyō, 11 settembre 1996) è stato un calciatore giapponese, di ruolo centrocampista.